# 184-es busz (Budapest, 1984–1990)
A budapesti 184-es jelzésű autóbusz Óbuda, Bogdáni út és Újpest, Árpád út között közlekedett. A járatot a Budapesti Közlekedési Vállalat üzemeltette.

## Története
A járat 1984. augusztus 11-én indult Óbuda, Bogdáni út és Újpest, Árpád út között. Az 1990. június 30-ai megszüntetése előtt a 3-as metró építési munkálatai miatt a Thälmann utca – Göncöl utca – Gyöngyösi utca terelt útvonalon is járt.

## Útvonala
| Újpest, Árpád út felé |
| --- |
| Óbuda, Bogdáni út vá. – Bogdáni út – Szentendrei út – felüljáró – Árpád híd – lehajtó – Népfürdő utca – Vizafogó utca – Cserhalom utca – Csavargyár utca – Váci út – Újpest, Árpád út vá.                                |
| Óbuda, Bogdáni út felé |
| Újpest, Árpád út vá. – Váci út – Mura utca – Cserhalom utca – Csavargyár utca – Cserhalom utca – Vizafogó utca – Népfürdő utca – felhajtó – Árpád híd – Flórián tér – Szentendrei út – Bogdáni út – Óbuda, Bogdáni ú vá. |

## Megállóhelyei
| 0  | Óbuda, Bogdáni út végállomás | 22 | 6, 42, 55, 55, 86, 86, 106, 118, 134, 142                |
| 1  | Raktár utca                  | 20 | 6, 42, 55, 55, 86, 86, 134, 142                          |
| 3  | Óbudai Hajógyár              | 18 | Szentendrei HÉV 1 18, 18A, 37, 42, 55, 55, 134, 137, 142 |
| 5  | Szigeti bejáró               | 16 | 55                                                       |
| 7  | Népfürdő utca                | 15 | 26, 55, 84, 133                                          |
| 9  | Dagály utca                  | 13 |                                                          |
| 11 | Cserhalom utca               | 11 |                                                          |
| 14 | Thälmann utca                | 8  | 3V, 43                                                   |
| 16 | Gyöngyösi utca               | 6  | 3V, 4, 4A, 4, 43, 84                                     |
| ∫  | Faludi utca                  | 4  | 3V, 43                                                   |
| 18 | Szekszárdi utca              | ∫  | 3V, 43                                                   |
| ∫  | Hajó- és Darugyár            | 3  | 3V, 43                                                   |
| 20 | Kender-Juta                  | ∫  | 3V, 43                                                   |
| 22 | Újpest, Árpád út végállomás  | 0  | 3V, 43, 84, 96, 104, 104A                                |